# Olenecamptus bilobus mindanaensis
Olenecamptus  es una subespecie de escarabajo longicornio del género Olenecamptus, categorizada en la tribu Dorcaschematini, de la subfamilia Lamiinae. Fue descrita por Dillon & Dillon en 1948.

## Descripción
Mide 11,2-15 mm de longitud.

## Distribución
Se distribuye por Filipinas.